# Ramsel
Ramsel est une section de la commune belge de Herselt située en Région flamande dans la province d'Anvers. C'était une commune à part entière depuis sa création en 1865, après scission de Herselt, jusqu'à la fusion des communes de 1977.

## Démographie

### Évolution démographique
- Sources : INS, Rem. : 1831 jusqu'en 1970 = recensements, 1976 = nombre d'habitants au 31 décembre[2].

## Personnalités
- Erwin Vandenbergh, footballeur belge
- Ingrid Baeyens (née en 1956), alpiniste belge